# Kloster Donndorf
Kloster Donndorf (lat. Monasterium monialium in Thundorff) ist eine ehemalige Zisterzienserinnenabtei im namensgleichen Ortsteil von Roßleben-Wiehe im Kyffhäuserkreis in Thüringen.

## Lage
Kloster Donndorf liegt westlich von Donndorf hinter einem südöstlich vorgelagerten Wäldchen, verbunden mit einer Verbindungsstraße nach Donndorf am Rande des Thüringer Beckens.

## Geschichte
Das Kloster wurde 1250 erstmals urkundlich erwähnt. Vor 1272 übersiedelten sehr wahrscheinlich die Zisterzienserinnen des Klosters Bachra nach Donndorf.
Während des Bauernkriegs 1525 stürmten aufständische Bauern das Gelände. Über das Kloster bestimmten seit 1540 die Freiherren von Werthern-Wiehe, seit 1869 der genealogischen Unterlinie der Freiherren Werthern-Bachra. Im Nachgang an die Wirren der Reformation wurde das Nonnenkloster aufgehoben und nach dem Tod der letzten Nonne namens Felicitas Hackin durch Christoph von Werthern (1512–1566) und seine Brüder in eine Lateinschule umgewandelt. Nachfolgend wurde die Einrichtung Klosterschule Donndorf genannt. Die Werthern waren deren Schutzvogt und führten den Titel des Erbadministrators der Schule, dieser wurde jeweils vererbt. Anfang/Mitte des 18. Jahrhunderts wurde Traugott Freiherr von Werthern Erbadminstrator, dann sein Bruder Wolff Freiherr von Werthern (1854–1930), folgend sein Neffe Hans Freiherr von Werthern und dann dessen Sohn Hans-Thilo Freiherr von Werthern (1872–1961). Die genannten Freiherren von Werthern waren zugleich auch Rittergutsbesitzer auf Kloster Donndorf. Das Kloster wurde früh, weit vor 1790, ebenso als Rittergut bezeichnet.
Die vormalige Klosterkirche diente fortan dem Familienzweig als Grablege, wovon die noch heute erhaltene Gruft zeugt. 170 Hektar Land und 250 Hektar Wald bewirtschaftete man. 1928 wurde das Kloster nach Donndorf eingemeindet. Im September 1945 wurde die Familie von Werthern durch die Bodenreform entschädigungslos enteignet. Das 1887 an die Südseite der Klostergebäude abgefügte Schulhaus, errichtet als dreigeschossiger Massivbau, wurde 1947 als Symbol der Adelsherrschaft abgetragen. 1994–1996 wurden die wichtigsten Gebäude des Klosters mit einem Kostenaufwand von 6 Mio. EUR saniert. 1996 zog die Ländliche Heimvolksschule ein.

## Sehenswürdigkeiten
Die gesamte Anlage mit teilweise historischem Straßenbelag und alten Gebäuden ist sehenswert.

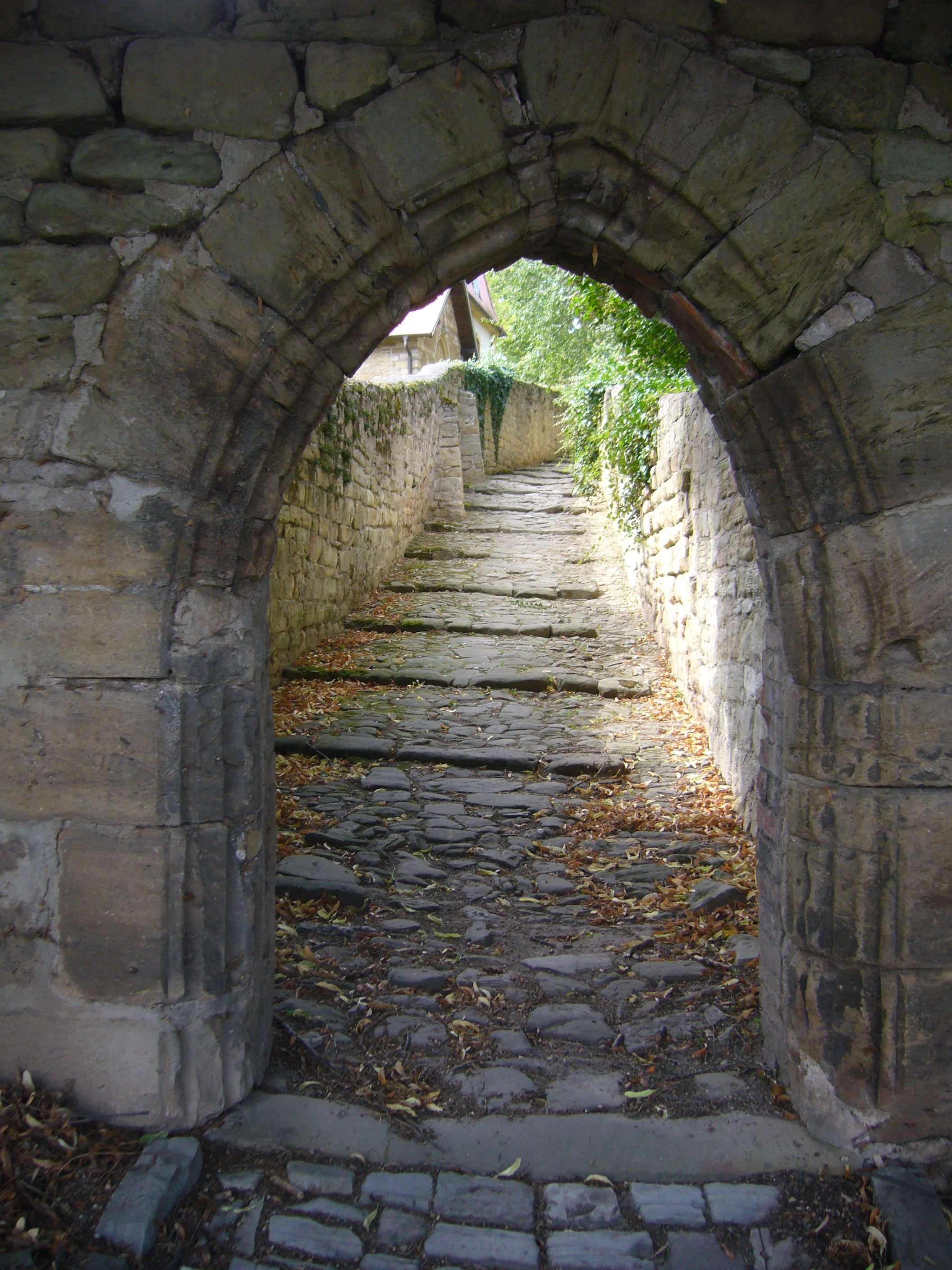
Eingang zum Kloster
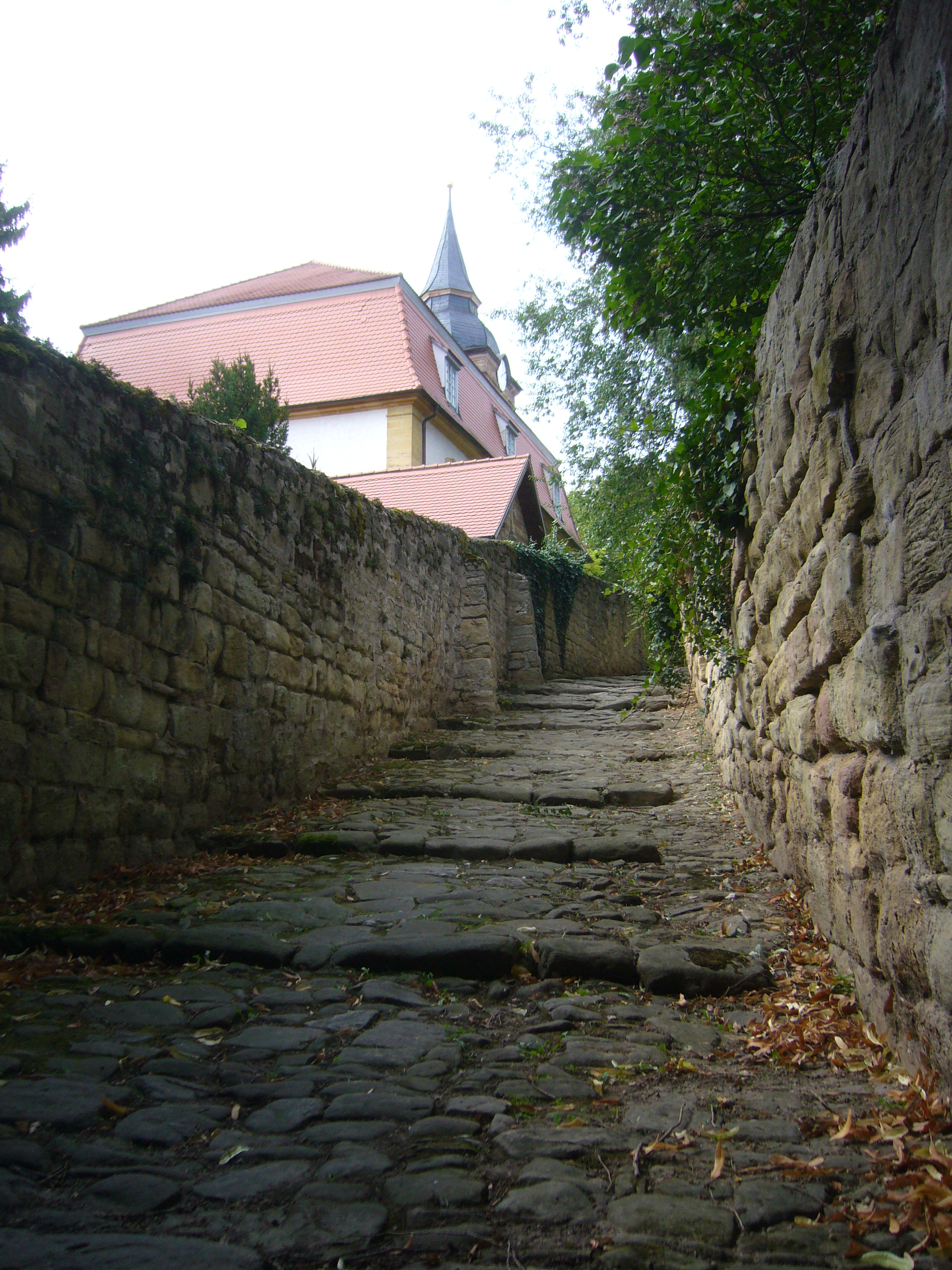
Stufen im Kloster
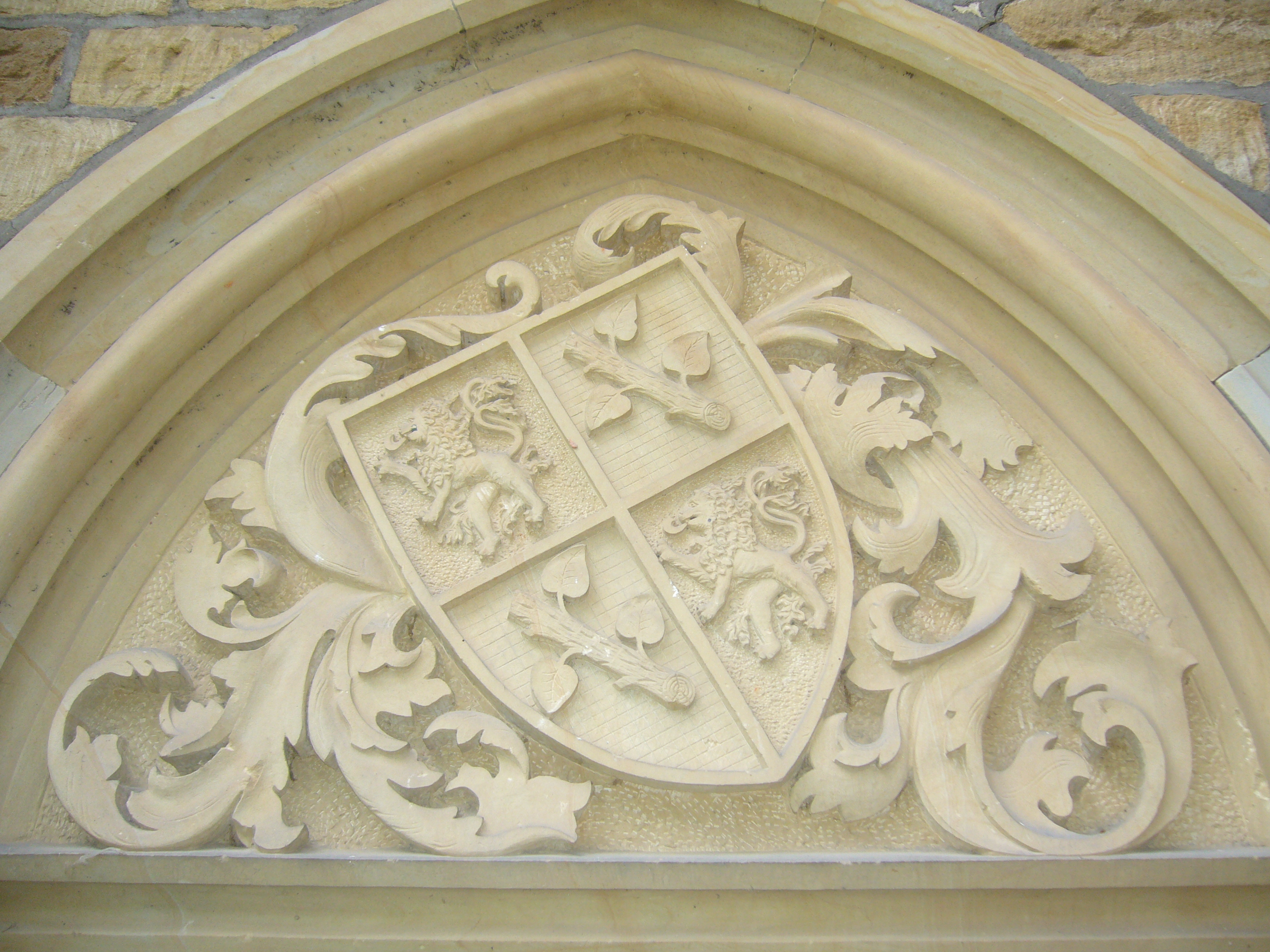
Werthern-Wappen über der Gruft
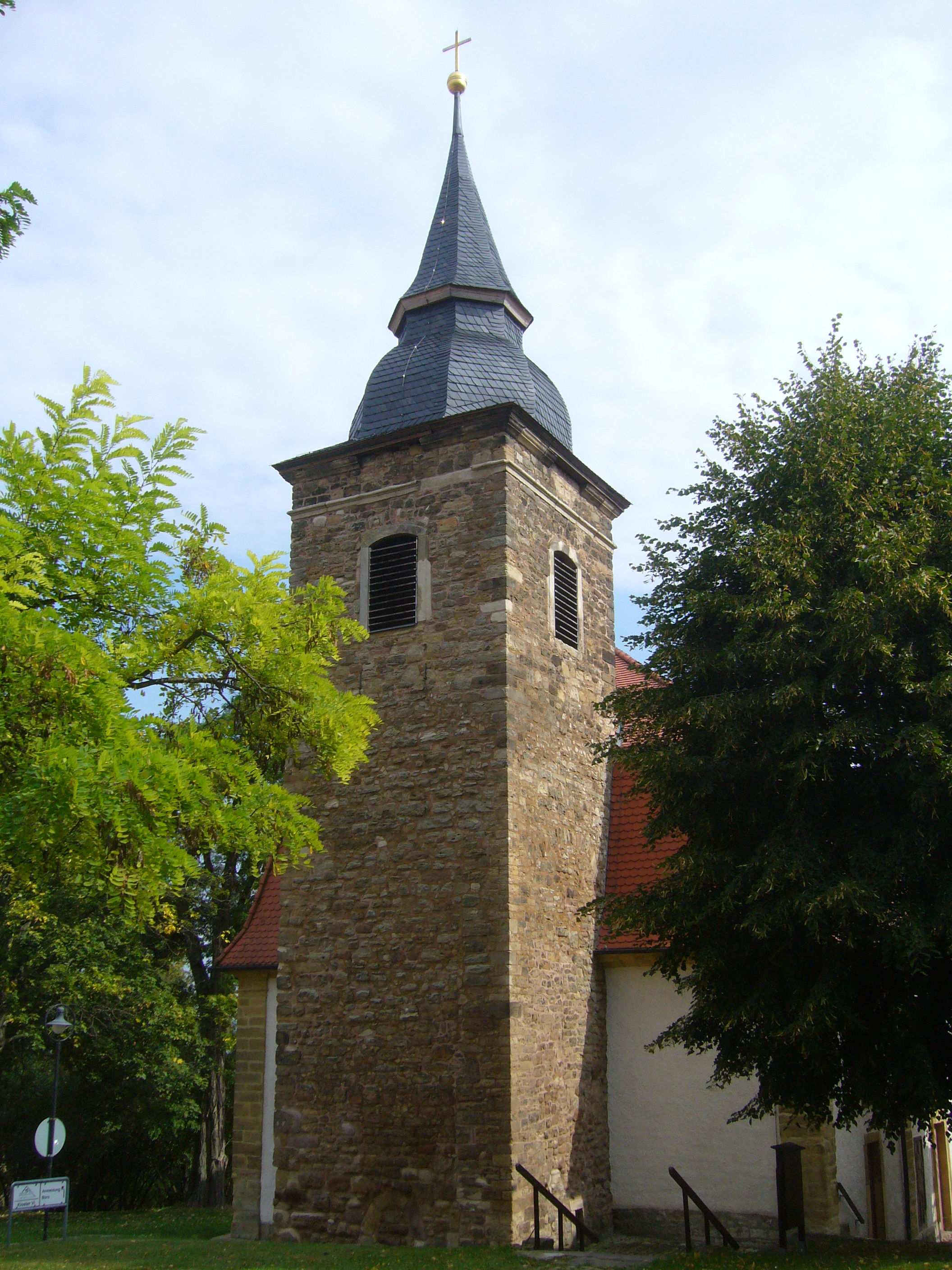
Kirche im Kloster